# Grande Prêmio da Europa de 1996
Resultados do Grande Prêmio da Europa de Fórmula 1 realizado em Nürburgring em 28 de abril 1996. Quarta etapa da temporada, nele o canadense Jacques Villeneuve, da Williams-Renault, conseguiu sua primeira vitória na categoria.

## Sobre a corrida
Graças a uma largada ruim de Damon Hill, o canadense Jacques Villeneuve saltou para a liderança conservando-a de um ataque de David Coulthard logo nos primeiros metros da prova enquanto atrás deles acontecia uma disputa voraz entre Barrichello, Hill e Schumacher pelo terceiro lugar enquanto o canadense da Williams abria seis décimos de segundo por volta com um adendo: tamanho era o equilíbrio de seu carro que Villeneuve foi o último dentre os líderes da prova a fazer sua parada nos boxes na vigésima sexta volta quando voltou nove segundos à frente de Schumacher, mas tal era o ímpeto do ferrarista que na volta trinta e sete sua desvantagem era inferior a um segundo.
Zeloso quanto à sua posição, Villeneuve resistiu ao ataque e assim obrigou Schumacher a parar na quadragésima quarta volta, dois giros antes do filho de Gilles Villeneuve, todavia um breve duelo com Coulthard manteve o alemão em segundo lugar atrás da Williams. Faltavam então vinte voltas para o final e o ferrarista tinha uma desvantagem de dois segundos e meio, margem reduzida a seis décimos de segundo a quinze voltas do fim. O avanço de Schumacher fazia acreditar em sua terceira vitória consecutiva em corridas disputadas na Alemanha sendo o primeiro triunfo a bordo de uma Ferrari, intento frustrado pela atuação de Villeneuve que enfim venceu sua primeira corrida na categoria derrotando Schumacher em solo alemão. Na disputa pelo terceiro lugar deu Coulthard numa refrega duradoura com Hill em quarto, Barrichello em quinto e Brundle em sexto.
Foi a primeira vitória canadense na Fórmula 1 desde Gilles Villeneuve no Grande Prêmio da Espanha de 1981 em Jarama.
Os carros da Tyrrell foram desclassificados por infrações distintas: Salo terminou em décimo, mas foi punido após a corrida por estar abaixo do peso, enquanto Katayama terminou em décimo segundo, mas foi desclassificado por receber um empurrão ilegal na volta de apresentação.
Mika Häkkinen sofreu duas punições por excesso de velocidade no pit lane, atribuídas a falhas no limitador de velocidade.
Primeiro ponto de Martin Brundle na temporada.

## Classificação da prova

### Treino oficial
| Pos.                      | Nº | Piloto                | Construtor         | Tempo    | Diferença |
| ------------------------- | -- | --------------------- | ------------------ | -------- | --------- |
| 1                         | 5  | Damon Hill            | Williams-Renault   | 1:18.941 |           |
| 2                         | 6  | Jacques Villeneuve    | Williams-Renault   | 1:19.721 | + 0.780   |
| 3                         | 1  | Michael Schumacher    | Ferrari            | 1:20.149 | + 1.208   |
| 4                         | 3  | Jean Alesi            | Benetton-Renault   | 1:20.711 | + 1.770   |
| 5                         | 11 | Rubens Barrichello    | Jordan-Peugeot     | 1:20.818 | + 1.877   |
| 6                         | 8  | David Coulthard       | McLaren-Mercedes   | 1:20.888 | + 1.947   |
| 7                         | 2  | Eddie Irvine          | Ferrari            | 1:20.931 | + 1.990   |
| 8                         | 4  | Gerhard Berger        | Benetton-Renault   | 1:21.054 | + 2.113   |
| 9                         | 7  | Mika Häkkinen         | McLaren-Mercedes   | 1:21.078 | + 2.137   |
| 10                        | 15 | Heinz-Harald Frentzen | Sauber-Ford        | 1:21.113 | + 2.172   |
| 11                        | 12 | Martin Brundle        | Jordan-Peugeot     | 1:21.177 | + 2.236   |
| 12                        | 14 | Johnny Herbert        | Sauber-Ford        | 1:21.210 | + 2.269   |
| 13                        | 17 | Jos Verstappen        | Footwork-Hart      | 1:21.367 | + 2.426   |
| 14                        | 19 | Mika Salo             | Tyrrell-Yamaha     | 1:21.458 | + 2.517   |
| 15                        | 9  | Olivier Panis         | Ligier-Mugen/Honda | 1:21.509 | + 2.568   |
| 16                        | 18 | Ukyo Katayama         | Tyrrell-Yamaha     | 1:21.812 | + 2.871   |
| 17                        | 10 | Pedro Paulo Diniz     | Ligier-Mugen/Honda | 1:22.733 | + 3.792   |
| 18                        | 21 | Giancarlo Fisichella  | Minardi-Ford       | 1:22.921 | + 3.980   |
| 19                        | 20 | Pedro Lamy            | Minardi-Ford       | 1:23.139 | + 4.198   |
| 20                        | 16 | Ricardo Rosset        | Footwork-Hart      | 1:23.620 | + 4.679   |
| Limite dos 107%: 1:24.467 |    |                       |                    |          |           |
| DNQ                       | 23 | Andrea Montermini     | Forti-Ford         | 1:25.053 | + 6.112   |
| DNQ                       | 22 | Luca Badoer           | Forti-Ford         | 1:25.840 | + 6.899   |
| Fonte:                    |    |                       |                    |          |           |

### Corrida
| Pos.   | Nº | Piloto                | Construtor         | Voltas | Tempo/Diferença      | Grid | Pontos |
| ------ | -- | --------------------- | ------------------ | ------ | -------------------- | ---- | ------ |
| 1      | 6  | Jacques Villeneuve    | Williams-Renault   | 67     | 1:33:26.473          | 2    | 10     |
| 2      | 1  | Michael Schumacher    | Ferrari            | 67     | + 0.762              | 3    | 6      |
| 3      | 8  | David Coulthard       | McLaren-Mercedes   | 67     | + 32.834             | 6    | 4      |
| 4      | 5  | Damon Hill            | Williams-Renault   | 67     | + 33.511             | 1    | 3      |
| 5      | 11 | Rubens Barrichello    | Jordan-Peugeot     | 67     | + 33.713             | 5    | 2      |
| 6      | 12 | Martin Brundle        | Jordan-Peugeot     | 67     | + 55.567             | 11   | 1      |
| 7      | 14 | Johnny Herbert        | Sauber-Ford        | 67     | + 1:18.027           | 12   |        |
| 8      | 7  | Mika Häkkinen         | McLaren-Mercedes   | 67     | + 1:18.438           | 9    |        |
| 9      | 4  | Gerhard Berger        | Benetton-Renault   | 67     | + 1:21.061           | 8    |        |
| 10     | 10 | Pedro Paulo Diniz     | Ligier-Mugen/Honda | 66     | + 1 volta            | 17   |        |
| 11     | 16 | Ricardo Rosset        | Footwork-Hart      | 65     | + 2 voltas           | 20   |        |
| 12     | 20 | Pedro Lamy            | Minardi-Ford       | 65     | + 2 voltas           | 19   |        |
| 13     | 21 | Giancarlo Fisichella  | Minardi-Ford       | 65     | + 2 voltas           | 18   |        |
| DSQ    | 19 | Mika Salo             | Tyrrell-Yamaha     | 66     | Carro abaixo do peso | 14   |        |
| DSQ    | 18 | Ukyo Katayama         | Tyrrell-Yamaha     | 65     | Queimou a largada    | 16   |        |
| Ret    | 15 | Heinz-Harald Frentzen | Sauber-Ford        | 59     | Brakes               | 10   |        |
| Ret    | 17 | Jos Verstappen        | Footwork-Hart      | 38     | Motor                | 13   |        |
| Ret    | 9  | Olivier Panis         | Ligier-Mugen/Honda | 6      | Colisão              | 15   |        |
| Ret    | 2  | Eddie Irvine          | Ferrari            | 6      | Pane elétrica        | 7    |        |
| Ret    | 3  | Jean Alesi            | Benetton-Renault   | 1      | Colisão              | 4    |        |
| DNQ    | 23 | Andrea Montermini     | Forti-Ford         |        | 107% Rule            | 21   |        |
| DNQ    | 22 | Luca Badoer           | Forti-Ford         |        | 107% Rule            | 22   |        |
| Fonte: |    |                       |                    |        |                      |      |        |

## Tabela do campeonato após a corrida
| Pos. | Piloto             | Pontos |
| ---- | ------------------ | ------ |
| 1    | Damon Hill         | 33     |
| 2    | Jacques Villeneuve | 22     |
| 3    | Jean Alesi         | 10     |
| 4    | Michael Schumacher | 10     |
| 5    | Eddie Irvine       | 6      |

| Pos. | Construtor       | Pontos |
| ---- | ---------------- | ------ |
| 1    | Williams-Renault | 55     |
| 2    | Ferrari          | 16     |
| 3    | Benetton-Renault | 13     |
| 4    | McLaren-Mercedes | 9      |
| 5    | Jordan-Peugeot   | 6      |

- Nota: Somente as primeiras cinco posições estão listadas.